# José Devís Fitos
José Devís Fitos (Paterna, 20 de gener de 1931 - Llíria, 17 de desembre de 2016) va ser un pintor, escultor, decorador i artista faller. Inicia la seua trajectòria professional com pintor mural amb José Llopis. Compagina aquesta activitat amb els estudis a l'Escola de Belles Arts de Sant Carles de València on mitjançant José Amérigo coneix l'artista Carles Tarazona, el qual li introdueix al món de les Falles a finals dels anys 40 del passat segle.
A principis dels anys 50 del segle XX entra a treballar amb Vicente Luna. Després de plantar les seues primeres Falles a la capital del Camp de Túria debuta en la secció especial de les Falles de València l'any 1965 amb "El Zoo" plantada a la Plaça del Mercat Central. En 1974 realitza la segona falla a la màxima categoria per la comissió Bailén-Xàtiva amb el lema "Maneres de viatjar". Al mateix any debuta en les Fogueres d'Alacant a Mercat Central, on aconsegueix el Ninot Indultat que es pot visitar al Museu de les Fogueres.
La seua producció artística al món de les Falles compta amb més de dues-centes obres a València i més d'una cinquantena a localitats com Torís, Carcaient, l'Eliana, Gandia, Catarroja, Reial de Montroi, Quart de Poblet, Llíria i Paterna. Durant més de trenta anys plantant obté nombrosos guardons de cadafal i d'enginy i gràcia.
Fóra de les nostres fronteres plantarà en 1988 junt a Armando Serra i Juanjo Garcia una Falla a la ciutat de Florència. En anys posteriors junt als mateixos artistes s'encarregarà de la realització d'un cadafal faller a la ciutat de La Corunya. Aquestes obres efímeres creades per la ciutat galega s'exhibeixen una gavarda ubicada en la dàrsena dins de la mar.
A més de la seua carrera com artista faller realitza nombrosos treballs per a escenografies, imatgeria religiosa, carrosses per la Batalla de Flors i per altres ciutats, gegants i cabuts, publicitat o figures per a museus militars com el de Toledo, Madrid, Burgos i Tenerife.
El 1983 funda junt a set companys la Cooperativa d'Artistes Fallers, la qual presideix durant més de dues dècades. Cedeix el càrrec al seu fill José Ramon Devís Benet ocupant la presidència honorífica fins a la seua mort.